# Moira Sound
De Moira Sound is een inham in de Alexanderarchipel in de Alaska Panhandle in het zuidoosten van Alaska in de Verenigde Staten.

## Geografie
De baai heeft een lengte van 12,9 kilometer en een breedte van 3,2 kilometer. Ze ligt in het zuidoosten van het Prins van Waleseiland en snijdt vanuit het noordoosten in op het eiland. In het noordoosten mondt de inham uit in de Clarence Strait. De inham heeft drie takken die aangeduid worden met de North Arm, de South Arm en de West Arm. Daarnaast heeft de inham verschillende baaien. Met zijn langste arm (South Arm) dringt de inham in totaal meer dan 20 kilometer door in het Prins van Waleseiland.
Het waterlichaam ligt in de mariene ecoregio Noord-Amerikaans Pacifisch Fjordland.

## Geschiedenis
De zeestraat werd in 1798 door kapitein George Vancouver naamgegeven ter ere van een graaf.